# Costa Rica op het wereldkampioenschap voetbal 2014
Costa Rica was een van de deelnemende landen aan het wereldkampioenschap voetbal 2014 in Brazilië. Het was de vierde deelname voor het land. Costa Rica werd in de kwartfinale uitgeschakeld door Nederland.

## Kwalificatie

### Kwalificatieduels
Costa Rica mocht instromen in de derde ronde in de CONCACAF kwalificatie. De ploeg werd in deze derde ronde ingedeeld in Groep B samen met Mexico, El Salvador en Guyana. Het team ging als nummer twee door naar de vierde ronde.
In de vierde ronde speelden de groepswinnaars en de nummers 2 uit de derde ronde in een groep. Costa Rica eindigde in deze groep met 5 overwinningen, 3 gelijke spelen en 2 nederlagen als nummer twee wat betekende dat zij zich hebben gekwalificeerd voor het WK.

### Derde ronde

#### Groep B
| Nr. | Land        | GW | W | G | V | DV | DT | DS  | Ptn |
| --- | ----------- | -- | - | - | - | -- | -- | --- | --- |
| 1   | Mexico      | 6  | 6 | 0 | 0 | 15 | 2  | +13 | 18  |
| 2   | Costa Rica  | 6  | 3 | 1 | 2 | 14 | 5  | +9  | 10  |
| 3   | El Salvador | 6  | 1 | 2 | 3 | 8  | 11 | −3  | 5   |
| 4   | Guyana      | 6  | 0 | 1 | 5 | 5  | 24 | −19 | 1   |

|   | Speler             | Land       | Goals |
| - | ------------------ | ---------- | ----- |
| 1 | Alvaro Saborio     | Costa Rica | 4     |
| 2 | Randall Brenes     | Costa Rica | 2     |
| 2 | Joel Campbell      | Costa Rica | 2     |
| 3 | Cristian Bolaños   | Costa Rica | 1     |
| 3 | Celso Borges       | Costa Rica | 1     |
| 3 | José Miguel Cubero | Costa Rica | 1     |
| 3 | Cristian Gamboa    | Costa Rica | 1     |

#### Wedstrijden
|                   |                          |         |                                     |                                                                              |
| 9 juni 2012 04:00 | Costa Rica               | 2 − 2   | El Salvador                         | Estadio Nacional, San José Toeschouwers: 23.701 Scheidsrechter: Walter Lopez |
| 9 juni 2012 04:00 | Saborio 10' Campbell 15' | verslag | Jose Gutierrez 23' Osael Romero 53' | Estadio Nacional, San José Toeschouwers: 23.701 Scheidsrechter: Walter Lopez |

|                    |        |         |                                    |                                                                                 |
| 13 juni 2012 02:00 | Guyana | 0 − 4   | Costa Rica                         | Providence Stadium, Georgetown Toeschouwers: 11.000 Scheidsrechter: Marcos Brea |
| 13 juni 2012 02:00 |        | verslag | Saborio 20', 26', 52' Campbell 72' | Providence Stadium, Georgetown Toeschouwers: 11.000 Scheidsrechter: Marcos Brea |

|                        |            |         |                        |                                                                                |
| 8 september 2012 04:05 | Costa Rica | 0 − 2   | Mexico                 | Estadio Nacional, San José Toeschouwers: 32.500 Scheidsrechter: Roberto Moreno |
| 8 september 2012 04:05 |            | verslag | Salcido 43' Zavala 52' | Estadio Nacional, San José Toeschouwers: 32.500 Scheidsrechter: Roberto Moreno |

|                         |               |         |            |                                                                                    |
| 12 september 2012 03:00 | Mexico        | 1 − 0   | Costa Rica | Estadio Azteca, Mexico-Stad Toeschouwers: 44.007 Scheidsrechter: Courtney Campbell |
| 12 september 2012 03:00 | Hernández 60' | verslag |            | Estadio Azteca, Mexico-Stad Toeschouwers: 44.007 Scheidsrechter: Courtney Campbell |

|                 |             |         |            |                                                                                  |
| 12 oktober 2012 | El Salvador | 0 − 1   | Costa Rica | Estadio Cuscatlán, San Salvador Toeschouwers: 35.082 Scheidsrechter: Mark Geiger |
| 12 oktober 2012 |             | verslag | Cubero 31' | Estadio Cuscatlán, San Salvador Toeschouwers: 35.082 Scheidsrechter: Mark Geiger |

|                 |                                                                           |         |        |                                                                                                |
| 16 oktober 2012 | Costa Rica                                                                | 7−0     | Guyana | Estadio Nacional de Costa Rica, San José Toeschouwers: 27.500 Scheidsrechter: Héctor Rodríguez |
| 16 oktober 2012 | Brenes 10', 48' Gamboa 14' Saborío 51' (pen.), 77' Bolaños 61' Borges 70' | verslag |        | Estadio Nacional de Costa Rica, San José Toeschouwers: 27.500 Scheidsrechter: Héctor Rodríguez |

### Vierde ronde
In de vierde ronde speelden de groepswinnaars en de nummers 2 uit de derde ronde in een groep. De top drie van de groep plaatste zich voor het eindtoernooi. De nummer vier kwalificeerde zich voor een play-off tegen de winnaar van de OFC-zone.
| Geplaatst voor de WK-eindronde     |
| Intercontinentale play-off         |
| Uitgeschakeld voor de WK-eindronde |

| Nr. | Land             | GW | W | G | V | DV | DT | DS | Ptn |
| --- | ---------------- | -- | - | - | - | -- | -- | -- | --- |
| 1   | Verenigde Staten | 10 | 7 | 1 | 2 | 15 | 8  | +7 | 22  |
| 2   | Costa Rica       | 10 | 5 | 3 | 2 | 13 | 7  | +6 | 18  |
| 3   | Honduras         | 10 | 4 | 3 | 3 | 13 | 12 | +1 | 15  |
| 4   | Mexico           | 10 | 2 | 5 | 3 | 7  | 9  | −2 | 11  |
| 5   | Panama           | 10 | 1 | 5 | 4 | 10 | 14 | −4 | 8   |
| 6   | Jamaica          | 10 | 0 | 5 | 5 | 5  | 13 | −8 | 5   |

|   | Speler         | Land       | Goals |
| - | -------------- | ---------- | ----- |
| 1 | Bryan Ruiz     | Costa Rica | 3     |
| 2 | Celso Borges   | Costa Rica | 2     |
| 2 | Álvaro Saborío | Costa Rica | 2     |
| 3 | Johnny Acosta  | Costa Rica | 1     |
| 3 | Randall Brenes | Costa Rica | 1     |
| 3 | Diego Calvo    | Costa Rica | 1     |
| 3 | Joel Campbell  | Costa Rica | 1     |
| 3 | Roy Miller     | Costa Rica | 1     |
| 3 | Michael Umaña  | Costa Rica | 1     |

#### Wedstrijden
|                       |                          |         |                      |                                                                                             |
| 7 februari 2013 03:00 | Panama                   | 2 – 2   | Costa Rica           | Estadio Rommel Fernández, Panama-Stad Toeschouwers: 25.000 Scheidsrechter: Francisco Chacón |
| 7 februari 2013 03:00 | Henríquez 15' Torres 27' | verslag | 39' Saborío 84' Ruiz | Estadio Rommel Fernández, Panama-Stad Toeschouwers: 25.000 Scheidsrechter: Francisco Chacón |

|                     |                  |         |            |                                                                                             |
| 22 maart 2013 03:11 | Verenigde Staten | 1 – 0   | Costa Rica | Dick's Sporting Goods Park, Commerce City Toeschouwers: 19.734 Scheidsrechter: Joel Aguilar |
| 22 maart 2013 03:11 | Dempsey 16'      | verslag |            | Dick's Sporting Goods Park, Commerce City Toeschouwers: 19.734 Scheidsrechter: Joel Aguilar |

|                     |                     |         |         |                                                                                                 |
| 26 maart 2013 20:00 | Costa Rica          | 2 – 0   | Jamaica | Estadio Nacional de Costa Rica, San José Toeschouwers: 32.427 Scheidsrechter: Enrico Wijngaarde |
| 26 maart 2013 20:00 | Umaña 22' Calvo 82' | verslag |         | Estadio Nacional de Costa Rica, San José Toeschouwers: 32.427 Scheidsrechter: Enrico Wijngaarde |

|                   |            |       |          |                                                                                            |
| 7 juni 2013 20:10 | Costa Rica | 1 – 0 | Honduras | Estadio Nacional de Costa Rica, San José Toeschouwers: 35.000 Scheidsrechter: Walter López |
| 7 juni 2013 20:10 | Miller 25' |       |          | Estadio Nacional de Costa Rica, San José Toeschouwers: 35.000 Scheidsrechter: Walter López |

|                    |        |       |            |                                                                              |
| 11 juni 2013 19:00 | Mexico | 0 – 0 | Costa Rica | Estadio Azteca, Mexico-Stad Toeschouwers: 65.753 Scheidsrechter: Mark Geiger |
| 11 juni 2013 19:00 |        |       |            | Estadio Azteca, Mexico-Stad Toeschouwers: 65.753 Scheidsrechter: Mark Geiger |

|                    |                     |       |        |                                                                                                 |
| 18 juni 2013 20:00 | Costa Rica          | 2 – 0 | Panama | Estadio Nacional de Costa Rica, San José Toeschouwers: 35.000 Scheidsrechter: Courtney Campbell |
| 18 juni 2013 20:00 | Ruiz 47' Borges 51' |       |        | Estadio Nacional de Costa Rica, San José Toeschouwers: 35.000 Scheidsrechter: Courtney Campbell |

|                        |                                   |       |                  |                                                                                               |
| 6 september 2013 20:00 | Costa Rica                        | 3 – 1 | Verenigde Staten | Estadio Nacional de Costa Rica, San José Toeschouwers: 35.000 Scheidsrechter: Marco Rodríguez |
| 6 september 2013 20:00 | Acosta 3' Borges 10' Campbell 76' |       | 43' Dempsey      | Estadio Nacional de Costa Rica, San José Toeschouwers: 35.000 Scheidsrechter: Marco Rodríguez |

|                   |                |       |            |                                                                              |
| 10 september 2013 | Jamaica        | 1 – 1 | Costa Rica | Independence Park, Kingston Toeschouwers: 6.100 Scheidsrechter: Jair Marrufo |
| 10 september 2013 | Anderson 90+2' |       | 75' Brenes | Independence Park, Kingston Toeschouwers: 6.100 Scheidsrechter: Jair Marrufo |

|                       |              |       |            |                                                                                                  |
| 11 oktober 2013 15:00 | Honduras     | 1 – 0 | Costa Rica | Estadio Olímpico Metropolitano, San Pedro Sula Toeschouwers: 38.500 Scheidsrechter: Jair Marrufo |
| 11 oktober 2013 15:00 | Bengtson 64' |       |            | Estadio Olímpico Metropolitano, San Pedro Sula Toeschouwers: 38.500 Scheidsrechter: Jair Marrufo |

|                       |                      |       |             |                                                                                            |
| 15 oktober 2013 19:30 | Costa Rica           | 2 – 1 | Mexico      | Estadio Nacional de Costa Rica, San José Toeschouwers: 35.000 Scheidsrechter: Walter López |
| 15 oktober 2013 19:30 | Ruiz 26' Saborío 64' |       | 26' Peralta | Estadio Nacional de Costa Rica, San José Toeschouwers: 35.000 Scheidsrechter: Walter López |

## Het wereldkampioenschap
Op 6 december 2013 werd er geloot voor de groepsfase van het WK in Brazilië. Costa-Rica werd als tweede ondergebracht in Groep D en kreeg zo Fortaleza, Recife en Belo Horizonte als speelsteden voor de groepsfase. Ook Uruguay, Engeland en Italië kwamen in Groep D terecht.
De FIFA maakte op 13 mei bekend dat de slogan van het Costa Ricaanse elftal, zichtbaar op de spelersbus, "Mi pasíon el fútbol, mi fortaleza mi gente, mi orgullo Costa Rica!" is, dat "Mijn passie is voetbal, mijn sterkte zijn de mensen, mijn trots is Costa Rica!" betekent. De slogan werd door supporters gekozen.

### Uitrustingen
| Thuistenue | Uittenue |

### Technische staf
| Naam             | Functie   |
| ---------------- | --------- |
| Technische staf  |           |
| Jorge Luis Pinto | Bondcoach |

### Selectie
| Nr.           | Naam               | Geboortedatum | GW |   |   |   |   |   |   | Club                |
| ------------- | ------------------ | ------------- | -- | - | - | - | - | - | - | ------------------- |
| Doelmannen    |                    |               |    |   |   |   |   |   |   |                     |
| 1             | Keylor Navas       | 15-12-1986    | 4  | 0 | 1 | 0 | 0 | 0 | 0 | Levante UD          |
| 18            | Patrick Pemberton  | 24-05-1982    | 0  | 0 | 0 | 0 | 0 | 0 | 0 | Alajuelense         |
| 23            | Daniel Cambronero  | 14-02-1987    | 0  | 0 | 0 | 0 | 0 | 0 | 0 | Herediano           |
| Verdedigers   |                    |               |    |   |   |   |   |   |   |                     |
| 2             | Johnny Acosta      | 21-07-1983    | 1  | 0 | 0 | 0 | 0 | 1 | 0 | Alajuelense         |
| 3             | Giancarlo González | 08-02-1988    | 4  | 0 | 1 | 0 | 0 | 0 | 0 | Columbus Crew       |
| 4             | Michael Umaña      | 16-07-1982    | 4  | 0 | 0 | 0 | 0 | 0 | 0 | Deportivo Saprissa  |
| 6             | Óscar Duarte       | 03-07-1989    | 4  | 1 | 0 | 1 | 0 | 0 | 0 | Club Brugge         |
| 8             | David Myrie        | 01-06-1988    | 0  | 0 | 0 | 0 | 0 | 0 | 0 | CS Herediano        |
| 12            | Waylon Francis     | 20-09-1990    | 0  | 0 | 0 | 0 | 0 | 0 | 0 | Columbus Crew       |
| 15            | Júnior Díaz        | 12-09-1983    | 4  | 0 | 0 | 0 | 0 | 0 | 0 | Mainz 05            |
| 16            | Cristian Gamboa    | 24-10-1989    | 4  | 0 | 0 | 0 | 0 | 0 | 1 | Rosenborg BK        |
| 19            | Roy Miller         | 24-11-1984    | 0  | 0 | 0 | 0 | 0 | 0 | 0 | New York Red Bulls  |
| Middenvelders |                    |               |    |   |   |   |   |   |   |                     |
| 5             | Celso Borges       | 27-05-1988    | 4  | 0 | 0 | 0 | 0 | 0 | 1 | AIK Fotboll         |
| 7             | Cristian Bolaños   | 17-05-1984    | 4  | 0 | 0 | 0 | 0 | 1 | 2 | FC Kopenhagen       |
| 11            | Michael Barrantes  | 04-10-1983    | 2  | 0 | 0 | 0 | 0 | 2 | 0 | Aalesunds FK        |
| 13            | Esteban Granados   | 25-10-1985    | 0  | 0 | 1 | 0 | 0 | 0 | 0 | Herediano           |
| 17            | Yeltsin Tejada     | 17-03-1992    | 4  | 0 | 1 | 0 | 0 | 0 | 3 | Deportivo Saprissa  |
| 20            | Diego Calvo        | 25-04-1991    | 0  | 0 | 0 | 0 | 0 | 0 | 0 | Vålerenga IF        |
| 22            | José Miguel Cubero | 14-02-1987    | 3  | 0 | 1 | 0 | 0 | 3 | 0 | Herediano           |
| Aanvallers    |                    |               |    |   |   |   |   |   |   |                     |
| 9             | Joel Campbell      | 26-06-1992    | 4  | 1 | 0 | 0 | 0 | 0 | 2 | Olympiakos Piraeus  |
| 10            | Bryan Ruiz         | 18-08-1985    | 4  | 2 | 1 | 0 | 0 | 0 | 2 | Fulham FC           |
| 14            | Randall Brenes     | 13-08-1983    | 3  | 0 | 0 | 0 | 0 | 2 | 1 | Cartaginés          |
| 21            | Marco Ureña        | 03-05-1990    | 3  | 1 | 0 | 0 | 0 | 3 | 0 | FK Koeban Krasnodar |

#### Afvallers
| Doelman       |                  |            |                       |
|               | Esteban Alvarado | 28-04-1989 | AZ                    |
| Verdediger    |                  |            |                       |
|               | Kendall Waston   | 21-01-1988 | Deportivo Saprissa    |
| Middenvelders |                  |            |                       |
|               | Carlos Hernández | 09-04-1982 | Wellington Phoenix FC |
|               | Ariel Rodríguez  | 22-04-1986 | Alajuelense           |
|               | Hansell Araúz    | 21-04-1989 | Deportivo Saprissa    |
| Aanvallers    |                  |            |                       |
|               | Álvaro Saborío   | 22-03-1982 | Real Salt Lake        |
|               | Jairo Arrieta    | 25-08-1983 | Columbus Crew         |

### Groep D
| Land       | Win | Gel | Ver | DV | DT | +/− | Pnt |
| ---------- | --- | --- | --- | -- | -- | --- | --- |
| Costa Rica | 2   | 1   | 0   | 4  | 1  | 3   | 7   |
| Uruguay    | 2   | 0   | 1   | 4  | 4  | 0   | 6   |
| Italië     | 1   | 0   | 2   | 2  | 3  | −1  | 3   |
| Engeland   | 0   | 1   | 2   | 2  | 4  | −2  | 1   |

Costa Rica was de grote verrassing op dit WK het behaalde de kwartfinale en ging als groepswinnaar door naar de volgende ronde ten koste van oud-wereldkampioenen Engeland en Italië en voor oud-wereldkampioen en regerend kampioen van de Copa América Uruguay dat samen met Costa Rica door ging naar de tweede ronde.

### Wedstrijden

#### Groepsfase
|                            |                   |         |                                   |                                                                                  |
| 14 juni 2014 16:00 (UTC−3) | Uruguay           | 1 – 3   | Costa Rica                        | Castelão, Fortaleza Toeschouwers: 58.679 Scheidsrechter: Felix Brych (Duitsland) |
| 14 juni 2014 16:00 (UTC−3) | Cavani 24' (pen.) | Verslag | 54' Campbell 57' Duarte 84' Ureña | Castelão, Fortaleza Toeschouwers: 58.679 Scheidsrechter: Felix Brych (Duitsland) |

| Uruguay | Costa Rica |

| Uruguay:       |    |                    |         |
|                |    |                    |         |
| GK             | 1  | Fernando Muslera   |         |
| RB             | 16 | Maxi Pereira       | 90+4'   |
| CB             | 5  | Diego Lugano       | 50'     |
| CB             | 3  | Diego Godín        |         |
| LB             | 22 | Martín Cáceres     | 81'     |
| RW             | 11 | Christian Stuani   |         |
| CM             | 17 | Egidio Arévalo     |         |
| CM             | 5  | Walter Gargano     | 56' 60' |
| LW             | 7  | Cristian Rodríguez | 76'     |
| CF             | 10 | Diego Forlán       | 60'     |
| CF             | 21 | Edinson Cavani     |         |
| Wisselspelers: |    |                    |         |
| MF             | 14 | Nicolás Lodeiro    | 60'     |
| MF             | 20 | Álvaro González    | 60'     |
| FW             | 8  | Abel Hernández     | 76'     |
| Coach:         |    |                    |         |
| Óscar Tabárez  |    |                    |         |

| Costa Rica:      |    |                    |     |
|                  |    |                    |     |
| GK               | 1  | Keylor Navas       |     |
| RWB              | 16 | Cristian Gamboa    |     |
| CB               | 6  | Óscar Duarte       |     |
| CB               | 3  | Giancarlo González |     |
| CB               | 4  | Michael Umaña      |     |
| LWB              | 15 | Júnior Díaz        |     |
| RW               | 10 | Bryan Ruiz         | 83' |
| CM               | 5  | Celso Borges       |     |
| CM               | 17 | Yeltsin Tejada     | 74' |
| LW               | 7  | Cristian Bolaños   | 89' |
| CF               | 9  | Joel Campbell      |     |
| Wisselspelers:   |    |                    |     |
| MF               | 22 | José Miguel Cubero | 74' |
| FW               | 21 | Marco Ureña        | 83' |
| MF               | 11 | Michael Barrantes  | 89' |
| Coach:           |    |                    |     |
| Jorge Luis Pinto |    |                    |     |

|                            |        |         |            |                                                                    |
| 20 juni 2014 13:00 (UTC−3) | Italië | 0 – 1   | Costa Rica | Arena Cidade da Copa, Recife Scheidsrechter: Enrique Osses (Chili) |
| 20 juni 2014 13:00 (UTC−3) |        | Verslag | 44' Ruiz   | Arena Cidade da Copa, Recife Scheidsrechter: Enrique Osses (Chili) |

| Italië | Costa Rica |

| Italië:          |    |                   |     |
|                  |    |                   |     |
| GK               | 1  | Gianluigi Buffon  |     |
| RB               | 7  | Ignazio Abate     |     |
| CB               | 15 | Andrea Barzagli   |     |
| CB               | 3  | Giorgio Chiellini |     |
| LB               | 4  | Matteo Darmian    |     |
| DM               | 16 | Daniele De Rossi  |     |
| CM               | 5  | Thiago Motta      | 46' |
| CM               | 21 | Andrea Pirlo      |     |
| RW               | 6  | Antonio Candreva  | 57' |
| CF               | 9  | Mario Balotelli   | 69' |
| LW               | 8  | Claudio Marchisio | 69' |
| Wisselspelers:   |    |                   |     |
| FW               | 10 | Antonio Cassano   | 46' |
| MF               | 23 | Lorenzo Insigne   | 57' |
| FW               | 11 | Alessio Cerci     | 69' |
| Coach:           |    |                   |     |
| Cesare Prandelli |    |                   |     |

| Costa Rica:      |    |                    |         |
|                  |    |                    |         |
| GK               | 1  | Keylor Navas       |         |
| RWB              | 16 | Cristian Gamboa    |         |
| CB               | 6  | Óscar Duarte       |         |
| CB               | 3  | Giancarlo González |         |
| CB               | 4  | Michael Umaña      |         |
| LWB              | 15 | Júnior Díaz        |         |
| RW               | 10 | Bryan Ruiz         | 81'     |
| CM               | 5  | Celso Borges       |         |
| CM               | 17 | Yeltsin Tejada     | 68'     |
| LW               | 7  | Cristian Bolaños   |         |
| CF               | 9  | Joel Campbell      | 74'     |
| Wisselspelers:   |    |                    |         |
| MF               | 22 | José Miguel Cubero | 68' 71' |
| FW               | 21 | Marco Ureña        | 74'     |
| FW               | 14 | Randall Brenes     | 81'     |
| Coach:           |    |                    |         |
| Jorge Luis Pinto |    |                    |         |

|                          |            |       |          |                                                                     |
| 24 juni 2014 13:00 UTC−3 | Costa Rica | 0 – 0 | Engeland | Mineirão, Belo Horizonte Scheidsrechter: Djamel Haïmoudi (Algerije) |
| 24 juni 2014 13:00 UTC−3 | Verslag    |       |          | Mineirão, Belo Horizonte Scheidsrechter: Djamel Haïmoudi (Algerije) |

| Costa Rica | Engeland |

| Costa Rica:      |    |                    |     |
|                  |    |                    |     |
| GK               | 1  | Keylor Navas       |     |
| RWB              | 16 | Cristian Gamboa    |     |
| CB               | 6  | Óscar Duarte       |     |
| CB               | 3  | Giancarlo González | 60' |
| CB               | 4  | Michael Umaña      |     |
| LWB              | 15 | Júnior Díaz        |     |
| DM               | 5  | Celso Borges       | 78' |
| CM               | 10 | Bryan Ruiz         |     |
| CM               | 17 | Yeltsin Tejada     |     |
| AM               | 14 | Randall Brenes     | 59' |
| CF               | 9  | Joel Campbell      | 65' |
| Wisselspelers:   |    |                    |     |
| MF               | 7  | Cristian Bolaños   | 59' |
| FW               | 21 | Marco Ureña        | 65' |
| MF               | 11 | Michael Barrantes  | 78' |
| Coach:           |    |                    |     |
| Jorge Luis Pinto |    |                    |     |

| Engeland:      |    |                  |         |
|                |    |                  |         |
| GK             | 13 | Ben Foster       |         |
| RB             | 16 | Phil Jones       |         |
| CB             | 12 | Chris Smalling   |         |
| CB             | 5  | Gary Cahill      |         |
| LB             | 23 | Luke Shaw        |         |
| CM             | 8  | Frank Lampard    |         |
| CM             | 7  | Jack Wilshere    | 73'     |
| RW             | 17 | James Milner     | 76'     |
| AM             | 21 | Ross Barkley     | 53'     |
| LW             | 20 | Adam Lallana     | 57' 62' |
| CF             | 9  | Daniel Sturridge |         |
| Wisselspelers: |    |                  |         |
| FW             | 19 | Raheem Sterling  | 62'     |
| MF             | 4  | Steven Gerrard   | 73'     |
| FW             | 10 | Wayne Rooney     | 76'     |
| Coach:         |    |                  |         |
| Roy Hodgson    |    |                  |         |

#### 1/8 finale
|                            |                                     |              |                                            |                                                                                            |
| 29 juni 2014 17:00 (UTC−3) | Costa Rica                          | 1 – 1 (n.v.) | Griekenland                                | Arena Cidade da Copa, Recife Toeschouwers: 41.242 Scheidsrechter: Ben Williams (Australië) |
| 29 juni 2014 17:00 (UTC−3) | Ruiz 52'                            | Verslag      | 90+1' Papastathopoulos                     | Arena Cidade da Copa, Recife Toeschouwers: 41.242 Scheidsrechter: Ben Williams (Australië) |
| 29 juni 2014 17:00 (UTC−3) | Strafschoppen                       |              |                                            | Arena Cidade da Copa, Recife Toeschouwers: 41.242 Scheidsrechter: Ben Williams (Australië) |
| 29 juni 2014 17:00 (UTC−3) | Borges Ruiz González Campbell Umaña | 5 – 3        | Mitroglou Christodoulopoulos Holebas Gekas | Arena Cidade da Copa, Recife Toeschouwers: 41.242 Scheidsrechter: Ben Williams (Australië) |

| Costa Rica | Griekenland |

| Costa Rica:      |    |                    |         |
|                  |    |                    |         |
| GK               | 1  | Keylor Navas       | 90'     |
| RWB              | 16 | Cristian Gamboa    | 77'     |
| CB               | 6  | Óscar Duarte       | 42' 66' |
| CB               | 3  | Giancarlo González |         |
| CB               | 4  | Michael Umaña      |         |
| LWB              | 15 | Júnior Díaz        |         |
| RW               | 10 | Bryan Ruiz         | 70'     |
| CM               | 5  | Celso Borges       |         |
| CM               | 17 | Yeltsin Tejada     | 48' 66' |
| LW               | 7  | Cristian Bolaños   | 83'     |
| CF               | 9  | Joel Campbell      |         |
| Wisselspelers:   |    |                    |         |
| MF               | 22 | José Miguel Cubero | 66'     |
| DF               | 2  | Johnny Acosta      | 77'     |
| FW               | 14 | Randall Brenes     | 83'     |
| MF               | 13 | Esteban Granados   | 56'     |
| Coach:           |    |                    |         |
| Jorge Luis Pinto |    |                    |         |

| Griekenland:    |    |                            |         |
|                 |    |                            |         |
| GK              | 1  | Orestis Karnezis           |         |
| RB              | 15 | Vasilis Torosidis          |         |
| CB              | 4  | Kostas Manolas             | 72'     |
| CB              | 19 | Sokratis Papastathopoulos  |         |
| LB              | 20 | José Holebas               |         |
| CM              | 2  | Giannis Maniatis           | 78'     |
| DM              | 10 | Giorgos Karagounis         |         |
| CM              | 22 | Andreas Samaris            | 36' 58' |
| RW              | 14 | Dimitrios Salpigidis       | 69'     |
| CF              | 7  | Georgios Samaras           |         |
| LW              | 16 | Lazaros Christodoulopoulos |         |
| Wisselspelers:  |    |                            |         |
| FW              | 9  | Kostas Mitroglou           | 58'     |
| FW              | 17 | Theofanis Gekas            | 69'     |
| MF              | 21 | Kostas Katsouranis         | 78'     |
| Coach:          |    |                            |         |
| Fernando Santos |    |                            |         |

#### Kwartfinale
|                           |                                  |              |                                    |                                                                                          |
| 5 juli 2014 17:00 (UTC−3) | Nederland                        | 0 – 0 (n.v.) | Costa Rica                         | Bahia Arena, Salvador Toeschouwers: 51.179 Scheidsrechter: Ravshan Irmatov (Oezbekistan) |
| 5 juli 2014 17:00 (UTC−3) | Verslag                          |              |                                    | Bahia Arena, Salvador Toeschouwers: 51.179 Scheidsrechter: Ravshan Irmatov (Oezbekistan) |
| 5 juli 2014 17:00 (UTC−3) | Strafschoppen                    |              |                                    | Bahia Arena, Salvador Toeschouwers: 51.179 Scheidsrechter: Ravshan Irmatov (Oezbekistan) |
| 5 juli 2014 17:00 (UTC−3) | Van Persie Robben Sneijder Kuijt | 4 – 3        | Borges Ruiz González Bolaños Umaña | Bahia Arena, Salvador Toeschouwers: 51.179 Scheidsrechter: Ravshan Irmatov (Oezbekistan) |

| Nederland | Costa Rica |

| Nederland:     |    |                     |           |
|                |    |                     |           |
| GK             | 1  | Jasper Cillessen    | 120+1'    |
| LWB            | 15 | Dirk Kuijt          |           |
| CB             | 3  | Stefan de Vrij      |           |
| CB             | 2  | Ron Vlaar           |           |
| CB             | 4  | Bruno Martins Indi  | 64' 106'  |
| LWB            | 5  | Daley Blind         |           |
| CM             | 20 | Georginio Wijnaldum |           |
| CM             | 10 | Wesley Sneijder     |           |
| RW             | 11 | Arjen Robben        |           |
| CF             | 9  | Robin van Persie    |           |
| LW             | 21 | Memphis Depay       | 76'       |
| Wisselspelers: |    |                     |           |
| FW             | 17 | Jeremain Lens       | 76'       |
| FW             | 19 | Klaas-Jan Huntelaar | 106' 111' |
| GK             | 23 | Tim Krul            | 120+1'    |
| Coach:         |    |                     |           |
| Louis van Gaal |    |                     |           |

| Costa Rica:      |    |                    |      |
|                  |    |                    |      |
| GK               | 1  | Keylor Navas       |      |
| RWB              | 16 | Cristian Gamboa    | 79'  |
| CB               | 2  | Johnny Acosta      | 107' |
| CB               | 3  | Giancarlo González | 81'  |
| CB               | 4  | Michael Umaña      | 52'  |
| LWB              | 15 | Júnior Díaz        | 37'  |
| RW               | 10 | Bryan Ruiz         |      |
| CM               | 5  | Celso Borges       |      |
| CM               | 17 | Yeltsin Tejada     | 97'  |
| LW               | 7  | Cristian Bolaños   |      |
| CF               | 9  | Joel Campbell      | 66'  |
| Wisselspelers:   |    |                    |      |
| FW               | 21 | Marco Ureña        | 66'  |
| DF               | 8  | David Myrie        | 79'  |
| MF               | 22 | José Miguel Cubero | 97'  |
| Coach:           |    |                    |      |
| Jorge Luis Pinto |    |                    |      |

FEDEFUTBOL · A-internationals · Selecties · Bondscoaches · Costa Ricaans vrouwenelftal · Costa Rica U21 · Costa Rica U20 · Costa Rica U19 · Costa Rica U18 · Costa Rica U17
1920 – 1949 ·
1950 – 1969 ·
1970 – 1979 ·
1980 – 1989 ·
1990 – 1999 ·
2000 – 2009 ·
2010 – 2019 ·
2020 − 2029
Copa América 1997 · 
Copa América 2001 · 
Copa América 2004 · 
Copa América 2011 · 
Copa América 2016
WK 1990 · 
WK 2002 · 
WK 2006 · 
WK 2014 · 
WK 2018
OS 1980 · 
OS 1984 · 
OS 2004
1921 · 
1922–1929 · 
1930 · 
1931–1934 · 
1935 · 
1936–1937 · 
1938 · 
1939 · 
1940 · 
1941 · 
1942 · 
1943 · 
1944–1945 · 
1946 · 
1947 · 
1948 · 
1949 · 
1950 · 
1951 · 
1952 · 
1953 · 
1954 · 
1955 · 
1956 · 
1957 · 
1958 · 
1959 · 
1960 · 
1961 · 
1962 · 
1963 · 
1964 · 
1965 · 
1966 · 
1967 · 
1968 · 
1969 · 
1970 · 
1971 · 
1972 · 
1973 · 
1974–1975 · 
1976 · 
1977–1978 · 
1979 · 
1980 · 
1981–1982 · 
1983 · 
1984 · 
1985 · 
1986 · 
1987 · 
1988 · 
1989 · 
1990 · 
1991 · 
1992 · 
1993 · 
1994 · 
1995 · 
1996 · 
1997 · 
1998 · 
1999 · 
2000 · 
2001 · 
2002 · 
2003 · 
2004 · 
2005 · 
2006 · 
2007 · 
2008 · 
2009 · 
2010 · 
2011 · 
2012 · 
2013 · 
2014 · 
2015 · 
2016 · 
2017 ·
2018 ·
2019 ·
2020 ·
2021 ·
2022 ·
2023 ·
2024
Argentinië ·
Aruba ·
Australië ·
Barbados ·
België ·
Belize ·
Bermuda ·
Bolivia ·
Bosnië en Herzegovina ·
Brazilië ·
Canada ·
Chili ·
China ·
Colombia ·
Cuba ·
Curaçao ·
Dominicaanse Republiek ·
Duitsland ·
Ecuador ·
El Salvador ·
Engeland ·
Finland ·
Frankrijk ·
Grenada ·
Griekenland ·
Guatemala ·
Guyana ·
Haïti ·
Honduras ·
Hongarije ·
Ierland ·
Iran ·
Italië ·
Jamaica ·
Japan ·
Joegoslavië ·
Kameroen ·
Marokko ·
Mexico ·
Nederland ·
Nederlandse Antillen ·
Nicaragua ·
Nieuw-Zeeland ·
Nigeria ·
Noord-Ierland ·
Noorwegen ·
Oekraïne ·
Oezbekistan ·
Oman ·
Oostenrijk ·
Panama ·
Paraguay ·
Peru ·
Polen ·
Puerto Rico ·
Qatar ·
Rusland ·
Saint Kitts en Nevis ·
Saint Vincent en de Grenadines ·
Saoedi-Arabië ·
Schotland ·
Servië ·
Slowakije ·
Sovjet-Unie ·
Spanje ·
Suriname ·
Trinidad en Tobago ·
Tsjechië ·
Tsjecho-Slowakije ·
Tunesië ·
Turkije ·
Uruguay ·
Venezuela ·
Verenigde Arabische Emiraten ·
Verenigde Staten ·
Wales ·
Zuid-Afrika ·
Zuid-Korea ·
Zweden ·
Zwitserland
Brazilië (2018) ·
China (2002) · 
Duitsland (2006) · 
Ecuador (2006) · 
Engeland (2014) · 
Griekenland (2014) · 
Italië (2014) ·
Nederland (2014) · 
Polen (2006) · 
Servië (2018) ·
Spanje (2022) ·
Turkije (2002) · 
Uruguay (2014) ·
Zwitserland (2018)